# ラポーネ
ラポーネ（イタリア語: Rapone）は、イタリア共和国バジリカータ州ポテンツァ県にある、人口約1,000人の基礎自治体（コムーネ）。

## 地理

### 位置・広がり

#### 隣接コムーネ
隣接するコムーネは以下の通り。括弧内のAVはアヴェッリーノ県（カンパニア州）所属を示す。
- カリトリ (AV)
- カステルグランデ
- ペスコパガーノ
- ルーヴォ・デル・モンテ
- サン・フェーレ